# Pseudopoda akashi
Pseudopoda akashi är en spindelart som först beskrevs av Sethi och Benoy Krishna Tikader 1988.  Pseudopoda akashi ingår i släktet Pseudopoda och familjen jättekrabbspindlar. Inga underarter finns listade i Catalogue of Life.